# オキナワハイネズ
オキナワハイネズ（沖縄這杜松、学名: Juniperus taxifolia var. lutchuensis）は、裸子植物マツ綱のヒノキ科ビャクシン属（ネズミサシ属）に分類されるほふく性低木となる常緑針葉樹の1変種である（図1）。房総半島から東海地方、伊豆七島、南西諸島の海岸に分布する。自生地の開発や園芸用の採集によって、絶滅が危惧されている。基準変種は、小笠原諸島に分布するシマムロ（Juniperus taxifolia var. taxifolia）である。

## 特徴
幹が地を這うほふく性の常緑低木であり、多数分枝し、直径2–4メートル (m) の範囲に広がる（図2a）。樹皮は灰褐色。
葉は針葉で3輪生し、長さ8–14ミリメートル (mm)、先端はやや尖るが軟質、緑色で光沢がある（図2b）。表面に白い気孔帯が2条ある。
雌雄異株、"花期"は2–5月。球果は裂開せず、鱗片が合着して肉質（漿質球果）になり、球形、直径 10–12 mm、紫褐色。種子は三角状卵形、長さ4.5–5.5 mm。染色体数は 2n = 22。

## 分布・生態
日本固有変種であり、房総半島から東海地方、伊豆諸島、種子島からトカラ列島、奄美群島、沖縄諸島、与那国島に分布する。海岸や海岸近くの日当たりの良い砂浜や岩場、原野に生育し、群落を形成する。

## 保全状況評価
海岸線の開発や護岸工事により、多くの自生地が失われた。また園芸用に盗掘され、アクセスが良い場所では消失してしまった。 日本全体としては絶滅危惧等の指定はないが、各都道府県では、以下のレッドリストの指定（統一カテゴリ名）を受けている（2023年現在）。またオオシマハイネズ（Juniperus conferta var. maritima）の名で登録されているものもある（＊で示している）。
- 絶滅危惧I類: 神奈川県、沖縄県
- 準絶滅危惧: 千葉県＊、東京都＊、鹿児島県
- 要注目種: 静岡県

## 人間との関わり
観賞用や砂防用などに植栽され、盆栽にもされる。潮風や乾燥に強い。日当たりがよく、排水が良い場所を好む。
沖縄県の渡嘉敷村では幸福の木とされ、幹が岩の間から這い出て再び戻るように湾曲することから、船が島から出て無事に帰ってくることに模して船のへさきに枝をさして航海の安全を祈念した。また、中国貿易に出る船が傾いて転覆しかけた際にオキナワハイネズによって支えられたとする伝承もある。渡嘉敷小中学校では、文集名を「這根樹（はいねず）」としている。

## 分類
オキナワハイネズのうち、東海地方など南西諸島以外に分布するものは、オオシマハイネズやハマハイネズ（Juniperus lutchuensis; Juniperus conferta var. maritima）の名で別に扱われることもあるが、一般的にはオキナワハイネズと同じものとされる。

### シマムロ
オキナワハイネズの同種で基準変種となるものは、シマムロ（Juniperus taxifolia var. taxifolia）である。種としての Juniperus taxifolia にシマムロの名を充てていることもある。
シマムロは常緑の低木から高木になり、環境によっては直立して高さ 13 m に達することもある。葉は3輪生し、8–15 × 1.2–1.5 mm、先端は鈍形、表面に白い気孔帯が2条ある。葉の横断面は扁平、裏側に1個の樹脂道がある。"花期"は4–5月ごろ。球果は褐色、やや小さく直径 7–8 mm。
小笠原諸島特産であり、父島列島と母島列島の乾燥した岩石地などに生育する。材に樹脂が多く、焚きつけ木として優れているため、ヒデノキ（火出の木）やヒデともよばれる。乱伐されて激減し、環境省および東京都のレッドリストでは絶滅危惧II類に指定されている。